# Dedina Bara
Dedina Bara (cyr. Дедина Бара) – wieś w Serbii, w okręgu jablanickim, w mieście Leskovac. W 2011 roku liczyła 794 mieszkańców.